# 吳孟子
吳孟子（前6世纪？—前483年），姬姓，春秋时期吴国人，鲁昭公的夫人。
吳孟子作为吴国的女子嫁给鲁国的鲁昭公，本应称吴姬，因同姓不婚，于是隐去她的姬姓，改称吴孟子。前483年（周敬王三十七年、鲁哀公十二年、吴王夫差十三年）夏五月甲辰，孟子去世。《左传》解释，昭公在吴国娶妻，于是《春秋》不记载她的姓。死后没有发讣告，故不称夫人。安葬以后未回祖庙号哭，故不说称小君。孔子参加吊唁，到了季氏那里。季氏不脱冠，孔子除掉丧服下拜。后来，陈司败问孔子鲁昭公是否知礼，孔子说知礼。陈司败于是对巫马期说，孔子这样的君子也偏袒吗。鲁君从吴国娶夫人，是鲁君的同姓，而称为吴孟子。鲁君知礼，谁人不知礼。巫马期告知孔子，孔子说自己很幸运，自己的过失会被别人指出来让自己知道。